# Amable Bapaume
Amable Bapaume, né le 26 mai 1825 à Yvetot et mort le 8 juillet 1895 à Paris 1er, est un journaliste, romancier et auteur dramatique français.

## Biographie
Amable Bapaume est le fils de Thomas Henri Bapaume et d'Henriette Augustine Ursule Duchesne.
Il est pendant plusieurs années professeur à Paris, au collège Sainte-Barbe et à l'institution Massin. Il publie un premier roman, Juana la Lionne, en 1847. Dans les années 1860, il fait représenter sous le nom de plume de « Henri Normand » plusieurs vaudevilles, la plupart écrits en collaboration avec Commerson, qui dirige alors Le Tintamarre. Ayant abandonné l'enseignement, Bapaume contribue à ce journal un grand nombre d'articles humoristiques, parmi lesquels une série de Médaillons à l'eau-forte qui lui valent quelques ennuis avec les compagnons de certaines actrices  dont il a fait des portraits très peu flatteurs.
Lorsque Commerson cède le Tintamarre à Touchatout et ressuscite le Tam-Tam en 1872, Bapaume le suit et y écrit des articles sous le nom de Commodore. Comme le Tintamarre, le Tam-Tam est « le journal par excellence de la fantaisie insensée et des plaisanteries à l'emporte-pièce ». Cette imagination débridée et ce ton joyeusement moqueur se retrouvent dans La Rome tintamarresque, histoire drolatique et anecdotique de Rome depuis sa fondation jusqu'au moyen âge et de Napoléon Ier, histoire tamtamarresque du grand homme, que Bapaume fait paraître en 1870 et 1872. Devenu à la fois propriétaire et rédacteur en chef du Tam-Tam à la mort de Commerson en 1879, il continue à publier des romans jusqu'à un âge avancé.

## Œuvres
Théâtre
- Les Égarements de deux billets de banque, comédie-vaudeville en 2 actes, Paris, Théâtre Déjazet, 16 janvier 1863
- La Vengeance de Pistache, vaudeville en 1 acte, avec Commerson, Paris, Théâtre Déjazet, 26 mai 1864
- Doña Framboisias, folie-vaudeville en 1 acte, avec Commerson, Paris, Théâtre des Folies-Marigny, 6 juillet 1866
- Les Vacances de Cadichet, vaudeville en 1 acte, avec Commerson, Paris, Théâtre des Folies-Dramatiques, 22 juillet 1867
- X. Q. P. G., vaudeville en 1 acte, Paris, Théâtre des Folies-Dramatiques, 9 mars 1869

Varia
- Un Anniversaire. Anniversaire du 13 juillet 1842, 1846 Texte en ligne
- Juana la Lionne, ou les Jeunes gens d'aujourd'hui, roman, 3 vol., 1847 Texte en ligne 1 2
- Oncles et Neveux, ou Rome sous Jules César et Auguste et la France sous Napoléon Bonaparte et Louis-Napoléon, pièce en vers, 1852 Texte en ligne
- La Rome tintamarresque, histoire drôlatique et anecdotique de Rome depuis sa fondation jusqu'au moyen âge, préface de Commerson, 1870
- Napoléon Ier, histoire tamtamarresque du grand homme, préface de Commerson, 1872
- Cœur de lionne, roman, 1878
- Les Requins de Paris, roman, 1882
- Le Cocher de la duchesse, roman, 1888

## Source
- Angelo De Gubernatis, Dictionnaire international des écrivains du jour, Florence, L. Niccolai, t. 1, 1888, p. 147.